# Pinehurst Kids
Die Pinehurst Kids sind eine US-amerikanische Indie-Rock-Band aus Portland, Oregon.

## Geschichte
1997 zog Joe Davis von Idaho nach Portland in Oregon. Zusammen mit seinem Freund, dem Schlagzeuger Robler Kind, lernte er hier Caleb Gates kennen. Sie wollten zusammen ein Demoband aufnehmen, das aber, auf Grund der vielen positiven Reaktionen auf die Musik, zu einer kompletten CD wurde. Das erste Album Minnesota Hotel wurde von der Band selbstveröffentlicht. Viewmaster, das zweite Album, schaffte es in die Top 10 von CMJ. Im Jahr 2001 erschien das dritte Album Bleed It Dry, das von John Goodmanson gemixt wurde.
Die Pinehurst Kids tourten unter anderem mit Guided by Voices und Superchunk durch die USA.
1998 wurde in der Serie Buffy – Im Bann der Dämonen der Song Jodi Foster gespielt.

## Diskografie
- 1997: Minnesota Hotel (Album)
- 2000: Viewmaster (Album)
- 2001: Bleed It Dry (Album)
- 2010: Later'd (Album)